# Anita Gulli
Anita Gulli (Torino, 26 giugno 1998) è una sciatrice alpina italiana.

## Biografia
Slalomista pura attiva dal dicembre del 2014, ha esordito in Coppa Europa il 9 febbraio 2017 a Bad Wiessee e in Coppa del Mondo il 5 gennaio 2019 a Zagabria Sljeme, in entrambi i casi senza completare la prova; ha debuttato ai Campionati mondiali a Cortina d'Ampezzo 2021, classificandosi 26ª, e ai Giochi olimpici invernali a Pechino 2022, dove ha ottenuto il 29º posto. Ai Mondiali di Courchevel/Méribel 2023 si è piazzata 35ª e l'8 marzo dello stesso anno ha conquistato a Suomu il primo podio in Coppa Europa (2ª).

## Palmarès

### Coppa del Mondo
- Miglior piazzamento in classifica generale: 83ª nel 2023

### Coppa Europa
- Miglior piazzamento in classifica generale: 63ª nel 2023
- 1 podio:
  - 1 secondo posto